# 李松林 (臺灣)
李松林（1907年1月28日—1998年7月13日），又被稱為松林師。出生於臺灣彰化縣鹿港鎮，為臺灣民族工藝木雕藝師。李松林長年從事臺灣傳統廟宇木雕工藝，並曾受邀為臺灣各地教堂製作西洋宗教主題儀式用具，晚年走向藝術創作並培育藝生，致力於臺灣木雕工藝傳承。他於1985年獲頒首屆「民族藝術薪傳獎」，1989年獲教育部評定為「重要民族藝術藝師」。

## 生平
李松林出生木雕世家，曾祖父李克鳩於清道光年間（1829-1831）應邀參加鹿港龍山寺重修，自福建永春家鄉渡海來臺，從此定居鹿港。在家族傳統子承父業耳濡目染的影響下，12歲正式隨二伯父李世順學習木雕；至14歲時已經集小木作、木雕刻花兩門技藝於一身；16歲參與家族承攬鹿港辜家的家具案桌雕刻製作，成為李松林藝業起始。:1003-100418歲時即與堂兄李煥美以「師傅頭」的身份，領修鹿港天后宮木雕工事，先後持續四年，奠定日後「松林師」在臺灣木雕界的名聲。
李氏木雕手藝精微細緻，多受廟宇請託，曾先後在彰化員林福南宮、彰化鹿港龍山寺、雲林元長鄉鰲峰宮、苗栗通霄媽祖廟、新北巿三峽祖師廟、彰化鹿港威靈廟、臺中巿南區醒修宮、臺中孔廟、彰化埔鹽四聖宮等留下相關木雕作品。李氏作為傳統民間工藝匠師，木雕創作主題的特點多與常民生活想望相符，多數取材自民間戲曲、小說故事等來源，常以「圖必有意，意必吉祥」的形式，達成祈求平安、趨吉避凶、社會教化等功能。:87
在李松林的木雕生涯中，亦曾受邀為臺灣各地教堂製作案桌及耶穌基督像的特殊經歷，例如：承製臺灣天主教友呈獻羅馬教宗若望廿三世加冕禮物祭臺及聖體龕、臺北萬華天主教堂祭臺及聖體龕、彰化鹿港天主教堂祭臺及聖體龕、彰化溪州天主教堂祭臺神龕、彰化田中修女院祭臺、南投鹿谷天主堂祭臺、耶穌十四苦路浮雕像等，一方面顯示李氏的木雕創作能力，不以傳統臺灣民間藝術主題為限；另一方面亦見證1960年代天主教在臺灣的興盛發展，教堂宗教器物採取與臺灣傳統結合的裝飾設計為特色。:1006-1007
李松林晚年，約70歲以後逐漸走向純藝術家雕刻創作，作品多以圓雕為主，參酌傳統匠師流傳的造型，再加上個人的創意，著重實際人體比例，或是日常生活趣味，由傳統功能實用性走向藝術欣賞，成為李氏木雕藝術風格的代表。李松林於1998年逝世，他的作品從傳統寺廟到西式教堂，不論小木作、雕花、裝飾物、藝術品，皆體現出其紮實的工藝技術與創作能力。

## 傳承
李松林於1985年獲教育部頒發第一屆「民族藝術薪傳獎」，1989年再獲教育部評定為「重要民族藝術藝師」。:171991年彰化縣立文化中心受教育部委託開課傳徒，以傳習李氏雕刻傳統技藝。自1991年7月至1994年6月為時三年，招收藝生四名包括：黃椿樣（1955-）、黃國書（1958-）、陳銘松、施明旺，為民族藝術傳承貢獻心力。此外，李氏幼子李秉圭（1949-）傳承家族雕刻事業，並在父親指導下創作，促使李氏嚴密華麗風格的木雕技藝，得以傳徒授業與家族承襲並行。其子李秉圭的木雕創作融合「傳統」與「創新」，作品中可見父輩技藝的傳承與其個人轉化，使作品具個人特色。:19-20